# At the Gate of Horn (альбом Мемфіса Сліма)
At the Gate of Horn — дебютний концертний альбом американського блюзового музиканта Мемфіса Сліма, випущений у 1959 році лейблом Vee-Jay.

## Опис
Запис альбому відбувся у 1959 році під час виступу у відомому клубі Gate of Horn в Чикаго (Іллінойс). Сліму акомпанували гітарист Метт Мерфі, басист Сем Четмон, ударник Біллі Степні та ритм-секція у складі тенор-саксофоністів Ернеста Коттона і Джона Келвіна та альт-саксофоніста Алекса Еткінса.
Того ж року альбом вийшов на лейблі Vee-Jay Records і став дебютним у кар'єрі музиканта. Пісні «Steppin' Out»/«My Gal Keeps Me Crying» і «The Comeback»/«Slim's Blues» були випущені на синглах у 1959—60 роках.

## Список композицій
1. «The Come Back» (Мемфіс Слім) — 2:20
2. «Steppin' Out» (Мемфіс Слім) — 2:01
3. «Blue and Lonesome» (Мемфіс Слім) — 3:11
4. «Rockin' the Blues» (Мемфіс Слім) — 3:32
5. «Slim's Blues» (Мемфіс Слім) — 3:09
6. «Gotta Find My Baby» (Мемфіс Слім) — 2:19
7. «Messin' Around» — 3:07
8. «Wish Me Well» (Мемфіс Слім) — 2:42
9. «My Gal Keeps Me Crying» — 2:39
10. «Lend Me Your Love» (Мемфіс Слім) — 3:14
11. «Sassy Mae» (Мемфіс Слім) — 2:45
12. «Mother Earth» (Мемфіс Слім) — 2:09

## Учасники запису
- Мемфіс Слім — фортепіано, вокал
- Метт Мерфі — гітара
- Ернест Коттон, Джон Келвін — тенор-саксофон
- Алекс Еткінс — альт-саксофон
- Сем Четмон — контрабас
- Біллі Степні — ударні

Технічний персонал
- Дон Бронстайн — обкладинка
- Стадс Теркель — текст до обкладинки